# Casticos
Casticos est un aristocrate du puissant peuple celte des Séquanes du Ier siècle av. J.-C. Le territoire des Séquanes se situait dans l'est de la Gaule et leur capitale était l'oppidum de Vesontio (Besançon). Il nous est connu par une mention de Jules César, dans ses Commentaires sur la Guerre des Gaules (Livre I, 3.).

## Famille
Casticos est le fils de Catamantaloédis, qui avait régné en « Séquanie » et avait reçu le titre d'ami du peuple romain

## Biographie
Il est cité lors de l'épisode de la migration des Helvètes, conduite sous l'autorité d'Orgétorix.
Ce dernier rencontre Casticos et l'incite à reprendre le pouvoir de son père Catamantaloédis et à exercer sur les Séquanes.

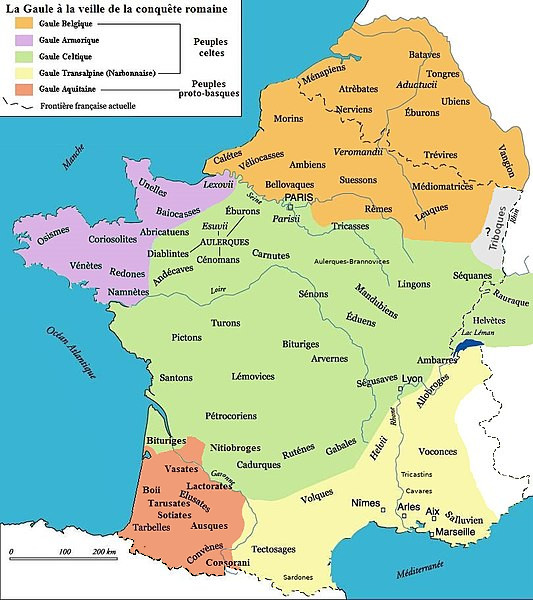
Carte des peuples celtes de Gaule.

« Poussés par ces motifs et entraînés par l'ascendant d'Orgétorix, ils [les Helvètes] commencent à tout disposer pour le départ, rassemblent un grand nombre de bêtes de somme et de chariots, ensemencent toutes leurs terres, afin de s'assurer des vivres dans leur marche et renouvellent avec leurs voisins les traités de paix et d'alliance. Ils pensèrent que deux ans leur suffiraient pour ces préparatifs ; et une loi fixa le départ à la troisième année. Orgétorix est choisi pour présider à l'entreprise. Envoyé en qualité de député vers les cités voisines, sur sa route, il engage le Séquanais Casticos, fils de Catamantaloédis, et dont le père avait longtemps régné en Séquanie et avait reçu du peuple romain le titre d'ami, à reprendre sur ses concitoyens l'autorité suprême, précédemment exercée par son père. Il inspire le même dessein à l'Héduen Dumnorix, frère de Diviciacos, qui tenait alors le premier rang dans la cité et était très aimé du peuple ; il lui donne sa fille en mariage. Il leur démontre la facilité du succès de leurs efforts ; devant lui-même s'emparer du pouvoir chez les Helvètes, et ce peuple étant le plus considérable de toute la Gaule, il les aidera de ses forces et de son armée pour leur assurer l'autorité souveraine. Persuadés par ces discours, ils se lient sous la foi du serment. : ils espéraient qu'une fois maîtres du pouvoir, au moyen de cette ligue des trois peuples les plus puissants et les plus braves, ils soumettraient la Gaule entière. »
— Jules César, Commentaires sur la Guerre des Gaules, Livre I, 3.
On ne sait pas si Casticos parvint à ses fins, ni si Les Séquanes avaient aboli la monarchie ou bien s’ils avaient simplement changé de dynastie. On ne sait pas non plus ce que fut le régime en vigueur avant et après ces manigances. Ces interrogations restent malheureusement sans réponse aucune.

## Note
1. ↑  Emmanuel Arbabe, « Du peuple à la cité : vie politique et institutions en Gaule chevelue depuis l'indépendance jusqu'à la fin des Julio-Claudiens », Thèse de doctorat en Histoire, Paris 1,‎ 12 mars 2013 (lire en ligne, consulté le 8 novembre 2023)
2. ↑  La graphie « Héduen » est celle utilisée par Désiré Nisard, dans sa traduction des Commentaires sur la Guerre des Gaules de 1865.

## Sources et bibliographie
- Venceslas Kruta, Les Celtes, Histoire et Dictionnaire, page 524, Éditions Robert Laffont, coll. « Bouquins », Paris, 2000,  (ISBN 2-7028-6261-6)
- John Haywood (intr. Barry Cunliffe, trad. Colette Stévanovitch), Atlas historique des Celtes, éditions Autrement, Paris, 2002,  (ISBN 2-7467-0187-1)
- Albert Grenier, Les Gaulois, Petite bibliothèque Payot, Paris, 1970,  (ISBN 2-228-88838-9)
- Danièle et Yves Roman, Histoire de la Gaule, Librairie Arthème Fayard, Paris, 1997,  (ISBN 2-7028-1646-0)
- Bibliographie sur les Celtes

## Wikisource
- Jules César, Commentaires sur la guerre des Gaules, Livre I